# Kelurahan Cempaka Baru
Kelurahan Cempaka Baru är en administrativ by i Indonesien.   Den ligger i provinsen Jakarta, i den västra delen av landet. Huvudstaden Jakarta ligger i Kelurahan Cempaka Baru.